# Colpa delle favole
| Recensione        | Giudizio |
| ----------------- | -------- |
| Rockol            |          |
| Gogo Magazine     |          |
| Recensiamo Musica |          |

Colpa delle favole è il terzo album in studio del cantautore italiano Ultimo, pubblicato il 5 aprile 2019.
L'album è stato anticipato dai singoli I tuoi particolari, con il quale il cantante ha partecipato al 69º Festival di Sanremo classificandosi secondo, e Fateme cantà, primo brano del cantautore in romanesco.
A gennaio 2020 è risultato essere l'album più venduto in Italia nel 2019.

## Descrizione
Ultimo ha dichiarato di aver iniziato a lavorare al suo terzo album il 4 luglio 2018. Il titolo è stato svelato dallo stesso cantautore l'8 ottobre dello stesso anno, contestualmente all'annuncio del tour per promuoverlo nei principali palazzetti italiani. Ad appendice del tour è stato poi aggiunto il concerto evento La favola allo Stadio Olimpico di Roma. La tracklist e la copertina sono invece state annunciate il 6 febbraio 2019, in concomitanza con la prima serata del Festival di Sanremo.
L'album è composto da tredici tracce, tutte scritte e composte da Ultimo nella seconda metà del 2018, a eccezione di Quando fuori piove, scritta durante l'instore tour del precedente album Peter Pan, di cui richiama le sonorità, e Piccola stella, scritta a quattordici anni. I brani sono tutti prodotti dal duo Enemies e registrati all'Enemies Lab, a Roma, a parte Rondini al guinzaglio, registrata al Platinum Studio di San Gimignano e curata da Diego Calvetti.
Il disco è stato anticipato dalla pubblicazione del singolo sanremese I tuoi particolari, di Fateme cantà e di Rondini al guinzaglio. Il cantante ha sin da subito inteso l'album come l'ultimo capitolo di una trilogia iniziata con i due precedenti lavori, Pianeti e Peter Pan. 

## Tracce
Testi e musiche di Niccolò Moriconi, eccetto dove indicato.
1. Colpa delle favole – 3:04
2. I tuoi particolari – 3:39
3. Quando fuori piove – 3:41
4. Ipocondria – 3:01
5. Fateme cantà – 4:11
6. Rondini al guinzaglio – 4:00
7. Amati sempre – 4:04
8. Quella casa che avevamo in mente – 3:24
9. Piccola stella – 3:52
10. Aperitivo grezzo – 3:23
11. Fermo – 2:40
12. Il tuo nome (Comunque vada con te) – 3:01 (testo: Niccolò Moriconi, Matteo Nesi – musica: Niccolò Moriconi)
13. La stazione dei ricordi – 4:10

## Classifiche

### Classifiche settimanali
| Classifica (2019) | Posizione massima |
| ----------------- | ----------------- |
| Italia            | 1                 |
| Svizzera          | 21                |

### Classifiche di fine anno
| Classifica (2019) | Posizione |
| ----------------- | --------- |
| Italia            | 1         |
| Classifica (2020) | Posizione |
| Italia            | 12        |
| Classifica (2021) | Posizione |
| Italia            | 48        |
| Classifica (2022) | Posizione |
| Italia            | 58        |
| Classifica (2023) | Posizione |
| Italia            | 78        |
| Classifica (2024) | Posizione |
| Italia            | 60        |